# لک‌لک نوک‌زرد

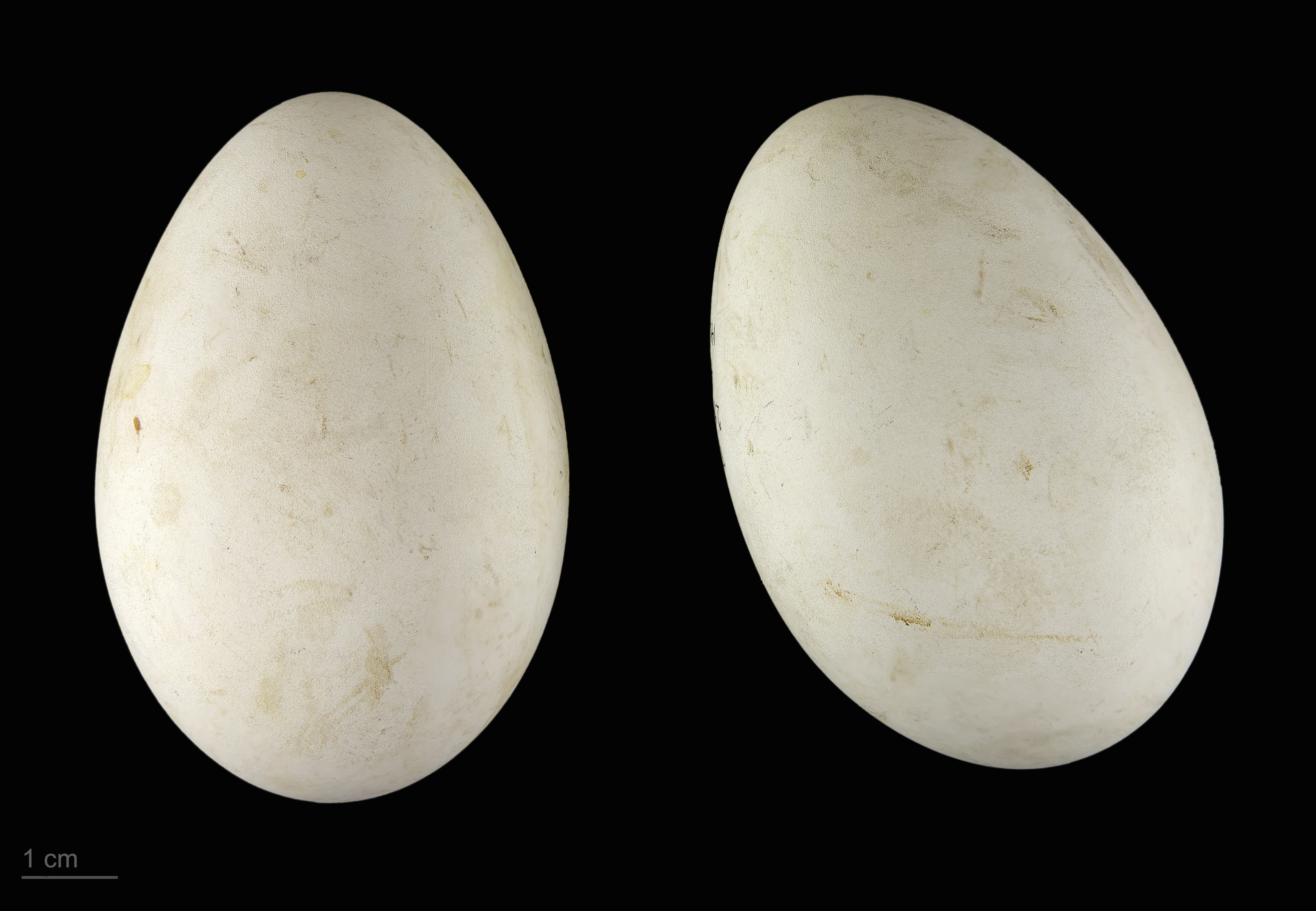
Mycteria ibis

لک‌لک نوک‌زرد(نام علمی: Mycteria ibis) نام یک گونه از سرده لک‌لک‌های نوک‌زرد است.